# Andy Roxburgh
Andrew „Andy“ Roxburgh (* 5. Mai 1943 in Glasgow) ist ein ehemaliger schottischer Fußballspieler und -trainer. Er ist derzeit Technischer Direktor der UEFA. 
Roxburgh war Teamchef der schottischen Nationalmannschaft. In dieser Funktion betreute er die Mannschaft bei der Weltmeisterschaft 1990 und der Europameisterschaft 1992.
Als Spieler spielte Roxburgh für den FC Falkirk, für Partick Thistle, Clydebank und den FC Queen’s Park. Nach dem Rücktritt von Alex Ferguson als schottischer Nationaltrainer, nach dem schlechten Abschneiden Schottlands bei der Fußball-Weltmeisterschaft 1986 in Mexiko, wurde er dessen Nachfolger sowie Leiter der schottischen Verbandsmannschaften aller Altersklassen. Vereinstrainer war er vorher nie, so dass die Verpflichtung als Nationaltrainer umso überraschender war. Zuvor war er als Rektor und Sportlehrer einer schottischen Schule tätig, trainierte allerdings auch zeitweise die schottische Junioren- und U-21-Mannschaft. Mit der Profi-Mannschaft nahm er 1990 an der WM und 1992 an der EM teil, scheiterte jedoch jeweils in der Vorrunde am 3. Platz. Sein Nachfolger wurde 1993 Craig Brown. Seit 1994 ist Andy Roxburgh Technischer Direktor der UEFA sowie Mitglied des „Technischen und Entwicklungskomitees der FIFA“.

## Bilanz als Nationaltrainer
| Spiele | S  | U  | N  |
| ------ | -- | -- | -- |
| 63     | 23 | 19 | 21 |